# پیتر ووزر
پیتر ووزر، (به انگلیسی: Peter Voser) (زاده ۲۹ اوت ۱۹۵۸) کارآفرین، تاجر نفتی و مدیر ارشد اجرایی اهل سوئیس است، که هم‌اکنون به عنوان رییس هیئت مدیره گروه آب‌ب فعالیت می‌کند. وی از ۱ ژوئیه ۲۰۰۹ تا ۱ ژانویه ۲۰۱۴ به عنوان مدیرعامل شرکت رویال داچ شل فعالیت نمود.
ووزر فعالیت در کمپانی شل را، از سال ۱۹۸۲ آغاز کرد و سال‌ها در کشورهای مختلف، به عنوان ناظر مالی این شرکت بزرگ نفتی، فعالیت نمود. پیتر ووزر در سال ۲۰۰۴، به‌عنوان مدیر امور مالی رویال داچ شل منصوب شد و تا سال ۲۰۰۹ که از سوی هیئت مدیره شل، به ریاست این شرکت هلندی-بریتانیایی برگزیده شد، در این منصب باقی‌ماند. پس از ووزر، بن ون بورن مدیرعامل شل شد. ووزر در حال حاضر عضو هیئت مدیره شرکت دارویی هوفمان-لا روش بوده، همچنین در خلال سال‌های ۲۰۰۲ تا ۲۰۰۴ به عنوان مدیر ارشد مالی گروه آب‌ب، فعالیت می‌نمود.